# Roman Klöcker
Roman Klöcker (* 30. April 1949 in Borken, Münsterland) ist ein deutscher Jazzmusiker (Gitarre).

## Wirken
Klöcker, der als Musiker Autodidakt ist und seit dem 15. Lebensjahr Gitarre spielt, trat bereits als Jugendlicher mit der Swing- und Tanzkapelle As-Combo in Erscheinung. Nach Abitur, Bankgehilfenprüfung und Psychologiestudium in Marburg entschied er sich hauptberuflich für den Jazz. 1980 gründete er die Jazzinitiative Marburg (JIM) und den Jazzclub Cavete. Im selben Jahr nahm er ein Studium der Musikwissenschaft  an der Justus-Liebig-Universität Gießen auf, wo er auch Lehraufträge für Jazzgitarre hatte.
Mit der Cavete und in Kooperation mit der JIM baute er Marburg zu einem Jazzstandort aus.
Bereits seit den 1970er Jahren war er in Marburg als Musiker mit Formationen unterschiedlicher Stilrichtungen aktiv: u. a. mit der Rockjazz-Band Pegasus, dem Roman-Klöcker-Trio (mit Barthold Hornung Bass und Pete Schmidt Vibes, Drums), dem Hardbob-Quartett Pitch-Pine und der Marburger Bigband.
Seit 2000 ist er Mitglied der Barrelhouse Jazzband, mit der er international tourte und diverse Alben veröffentlichte; er tritt aber auch mit eigenem Quintett auf.

## Diskographische Hinweise
- Quadradd – Night in Siberia (BSC Music/Anderland 1993)
- Velvet Jungle – Now Is The Time (Hot Wire Records/Sony Music 1995)
- Barrelhouse Jazzband – Live (Chaos 2006)
- Angela Brown, Jan Luley, Barrelhouse Jazzband – God Has Smiled On Me (Luleymusic Records 2008)
- Roman Klöcker / Michael Ehret Circle of Swing – Hello Brenda Vol. 1 (Laika Records 2011)[3]
- Barrelhouse Jazzband – Creole Spirit (Chaos 2012)
- Barrelhouse Jazzband Meets Denise Gordon – Live in Concert (Chaos 2019)
- Barrelhouse Jazzband mit Joan Faulkner – 66 Jahre... jetzt erst recht! (Joe Wulff 2019)